# 绒毛折颚蟹
绒毛折颚蟹（学名：Ptychognathus barbatus）为方蟹科折颚蟹属的动物。分布于日本、新喀里多尼亚、印度尼西亚、印度、马达加斯加、台湾岛以及中国大陆的广东等地，幼仔生活环境为海水，成體後會回到淡水中生活，常栖息于浅水石下或卵石中。